# C.A. Rosetti (okręg Tulcza)
C.A. Rosetti – wieś w Rumunii, w okręgu Tulcza, w gminie C.A. Rosetti. W 2011 roku liczyła 223 mieszkańców.